# Jeboehlkia
Jeboehlkia is een monotypisch geslacht van straalvinnige vissen uit de familie van de zaag- of zeebaarzen (Serranidae).

## Soort
- Jeboehlkia gladifer Robins, 1967